# Daniel Royer House
Daniel Royer House ist ein historisch bedeutsames Gebäude in Blair County, Pennsylvania.
Der früheste Teil des Hauses war drei Joch breit, zwei Etagen hoch, verfügte über eine Seitenhalle und geht auf das Jahr 1815 zurück. Der Erbauer, Daniel Royer, war ein früher Industrieller in der Region, der mehrere Eisenhütten besaß. Wahrscheinlich zeitgleich mit Errichtung des Kernhauses erfolgte der Anbau eines anderthalbstöckigen Gebäudeteils mit Stülpschalung. Gegen 1840 erfolgte die Ergänzung eines ähnlich dem Haupthaus gemauerten zwei Joch breiten und fünf Joch tiefen Flügels. Zur Innenseite hin hat dieser Gebäudeflügel eine zwei Etagen hohe Veranda.
Die Frontfassade des heutigen Haupthauses ist fünf Joch breit und besteht aus großen Ecksteinen. Die Sprossenfenster bestehen aus jeweils sechs Scheiben und verfügen im Erdgeschoss über vertäfelte Fensterläden. Das Gesims besteht aus Holz und hat einfache Zierleisten. Die getäfelte Eingangstür wird von einfachen Pilastern flankiert und hat ein Oberlicht aus sechs Scheiben. Links und rechts hat sie jeweils schmale Seitenfenster. Ungefähr 1870 wurde zur Eingangstür ein Vordach ergänzt, welches Zierelemente aus Gusseisen zeigt. Daniel Royer House gilt stilistisch als ein bedeutsames Relikt der frühen Industrialisierung und traditionellen traditionellen Architektur im Westen Pennsylvanias.
Am 3. November 1975 wurde es in das National Register of Historic Places aufgenommen.